# Susun
Susun (russisch Сузу́н) ist eine Siedlung städtischen Typs in der Oblast Nowosibirsk (Russland) mit 15.364 Einwohnern (Stand 14. Oktober 2010).

## Geographie
Die Siedlung liegt etwa 150 Kilometer südlich der Oblasthauptstadt Nowosibirsk inmitten eines großen Waldgebietes am gleichnamigen Flüsschen Susun (auch Nischni Susun, Unterer Susun), gut zwölf Kilometer oberhalb dessen Mündung in den Ob. Nächstgelegene Großstadt ist das gut 100 Kilometer entfernte Barnaul, Verwaltungszentrum der benachbarten Region Altai.
Susun ist Verwaltungszentrum des gleichnamigen Rajons Susun.

## Geschichte

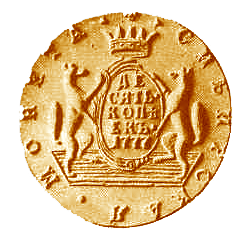
„Sibirskaja moneta“, Kupfermünze aus Susun von 1777

1764 wurde am Flüsschen Susun (turksprachige Bezeichnung ungeklärter Bedeutung; eventuell Grüner Fluss oder Langer Fluss) auf Anweisung der Zarin Katharina II. mit der Errichtung einer Kupferhütte zum Schmelzen der im nördlichen Altaigebirge um Kolywan und Smeinogorsk geförderten Erze und einer Münzprägeanstalt begonnen. Grund war der Waldreichtum der Gegend, da viel Holz als Brennmaterial benötigt wurde.
Bereits 1765 nahm die Hütte den Betrieb auf, die Prägeanstalt 1766. Die zuerst geprägten Kupfermünzen waren nur in Sibirien gültig („Sibirskaja moneta“), ab 1781 jedoch im gesamten Russischen Reich. Ab 1768 wurden auch Blei- und Silbererze geschmolzen.
Werk und zugehörige Siedlung hießen zunächst Nischne-Susunski sawod („Unteres Susun-Werk“; das Flüsschen Werchni Susun/Oberer Susun fließt einige Kilometer südöstlich und mündet weiter oberhalb in den Ob), wurden aber 1828 in Sawod-Susun („Werk Susun“) umbenannt. 1847 wurde die Münzprägung wegen eines Brandes eingestellt und nicht wieder aufgenommen, die Hütte war aber weiterhin in Betrieb und produzierte jährlich bis zu 30.000 Pud (etwa 490 t) Kupfer, aber auch Silber und nebenbei Gold, beispielsweise 1887 42 Pud (etwa 690 kg) Silber und 1 Pud 15 Pfund (über 18 kg) Gold.
Wegen der hohen Erztransportkosten über teilweise mehr als 400 Kilometer, die Erschöpfung der Erzvorräte im Fördergebiet und der Abholzung der Wälder um Susun wurde 1889 die Schließung des Werkes beschlossen, die endgültig jedoch erst 1914 mit Beginn des Ersten Weltkriegs erfolgte, nachdem ab 1895 nur noch Kupfer geschmolzen wurde.
Daneben war Susun zum Anfang des 20. Jahrhunderts jedoch lokal bedeutsamer Handwerks- und Handelsort.
1931 wurde der Ortsname auf den heutigen verkürzt, und im Februar 1934 (nach anderen Angaben 1939) erhielt Susun den Status einer Siedlung städtischen Typs.

### Bevölkerungsentwicklung
| Jahr | Einwohner |
| ---- | --------- |
| 1897 | 3.820     |
| 1939 | 7.072     |
| 1959 | 13.778    |
| 1970 | 13.024    |
| 1979 | 13.866    |
| 1989 | 15.470    |
| 2002 | 15.565    |
| 2010 | 15.364    |

Anmerkung: Volkszählungsdaten

## Kultur und Sehenswürdigkeiten
In Susun ist eine Reihe von Bauwerken aus dem späten 18. und dem 19. Jahrhundert erhalten, so Teile der Münzanstalt und der Kupferhütte (teils als Ruinen), zwei Schulgebäude und ein Verwaltungsgebäude. An Stelle der Ruine der in den 1930er-Jahren gesprengten Himmelfahrtskirche (Вознесенская церковь/Wosnessenskaja zerkow) wurde 2005 eine neue Kirche fertiggestellt.
Seit 1967 existiert im ehemaligen Verwaltungsgebäude der Kupferhütte ein Heimatmuseum, in dem unter anderem Teile einer Dampfturbine zu sehen sind, die der im Susuner Werk tätige Erfinder P. Salessow 1806 konstruierte.
Im Museum befindet sich zudem, wie auch im Nowosibirsker Staatlichen Kunstmuseum, eine Reihe von Ikonen aus der Susuner Ikonenwerkstatt. Diese existierte vom Ende des 18. bis Anfang des 20. Jahrhunderts und begründete einen eigenen Ikonenmalstil, die „Susuner Schule“ mit Malern wie Iwan Krestjanikow (1858–1941).

## Wirtschaft und Infrastruktur
In Susun gibt es Betriebe der Forstwirtschaft sowie der Leicht- und Lebensmittelindustrie.
1962 erhielt Susun mit Eröffnung der Mittelsibirischen Eisenbahn von Omsk über Karassuk zur Station Srednesibirskaja an der Strecke Nowosibirsk–Barnaul (Streckenkilometer 668 ab Omsk) Eisenbahnanschluss. Straßenverbindung besteht in das etwa 80 Kilometer entfernte Tscherepanowo an der Fernstraße M52 (Nowosibirsk–Nowoaltaisk bei Barnaul–Bijsk–mongolischen Grenze).